# Corynura chilensis
Corynura chilensis är en biart som först beskrevs av Maximilian Spinola 1851.  Corynura chilensis ingår i släktet Corynura och familjen vägbin. Inga underarter finns listade i Catalogue of Life.